# Klovbackens naturreservat
Klovbackens naturreservat är ett naturreservat i Nordanstigs kommun i Gävleborgs län.
Området är naturskyddat sedan 2016 och är 12 hektar stort. Reservatet består av  gran och lövträd och mindre vattendrag. 